# Leskovac (Lazarevac)
Pour les articles homonymes, voir Leskovac (homonymie).
Leskovac (en serbe cyrillique : Лесковац) est un village de Serbie situé dans la municipalité de Lazarevac et sur le territoire de la ville de Belgrade. Au recensement de 2011, il comptait 779 habitants.

## Géographie

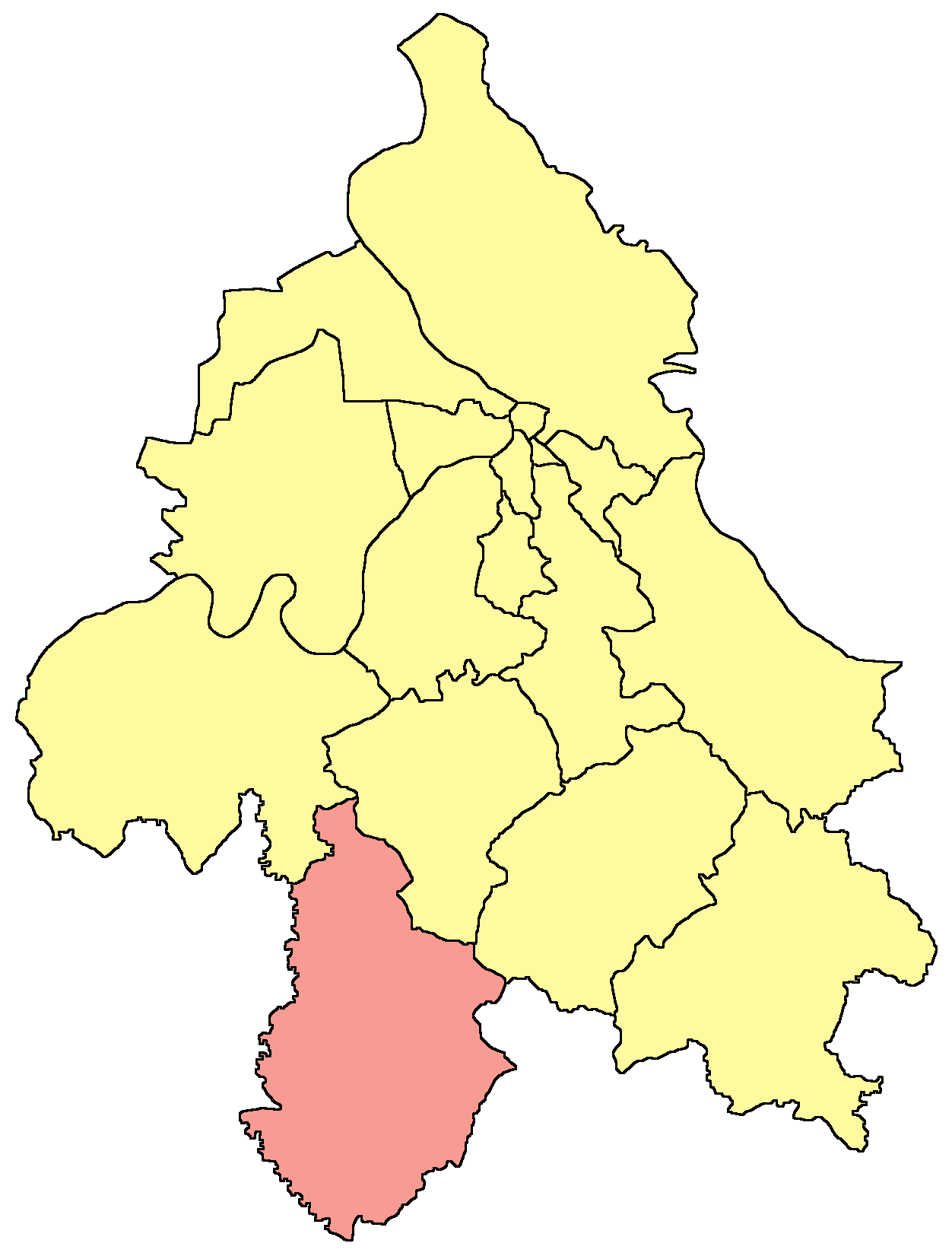
Localisation de la municipalité de Lazarevac dans la Ville de Belgrade

## Démographie

### Évolution historique de la population
| 1948 | 1953 | 1961 | 1971 | 1981 | 1991 | 2002 | 2011 |
| ---- | ---- | ---- | ---- | ---- | ---- | ---- | ---- |
| 999  | 985  | 937  | 906  | 843  | 855  | 770  | 779  |

|  |

### Données de 2002
Pyramide des âges (2002)
En 2002, l'âge moyen de la population était de 40,3 ans pour les hommes et 43,6 ans pour les femmes.
Répartition de la population par nationalités (2002)
En 2002, les Serbes représentaient 98,83 % de la population.

### Données de 2011
En 2011, l'âge moyen de la population était de 44,6 ans, 44,2 ans pour les hommes et 45 ans pour les femmes.

## Éducation
L'école élémentaire Vuk Karadžić de Stepojevac gère une annexe à Leskovac,.

## Tourisme
La maison de la famille Dimitrijević, à Leskovac, remonte à la première moitié du XIXe siècle. L'église Saint-Dimitri a été construite en 1892 ; caractéristique du style serbo-byzantin, elle est attribuée à Svetozar Ivačković ; son iconostase a été peinte par Živko Jugović. En raison de leur valeur patrimoniale, ces deux bâtiments sont inscrits sur la liste des monuments culturels protégés de la république de Serbie et sur la liste des biens culturels de la Ville de Belgrade.

## Transports
La ligne 4 du réseau express régional Beovoz, qui mène de Pančevo (au nord) à Valjevo (au sud), en passant par le centre de Belgrade, dessert la gare de Leskovac.